# First Course
First Course è l'album di debutto del chitarrista jazz Lee Ritenour. L'album è stato pubblicato su LP dalla Epic Records nel 1976 e su CD dalla Columbia Records nel 1990.

## Produzione
First Course è stato realizzato quando Ritenour è stato considerato il miglior musicista di sessione a Los Angeles insieme al chitarrista Larry Carlton.  Ha registrato l'album con i colleghi del Dante's e del Baked Potato club di Studio City, in California. AllMusic ha definito l'album un "artefatto del primo suono jazz/funk di Los Angeles". 
Ritenour era preoccupato per l'album. "Pensavo ancora come un musicista in studio ed ero molto preoccupato di essere percepito solo come un chitarrista, perché fino a quel momento il mio lavoro in studio era stato quello di essere un 'camaleonte'... fino a diversi anni più tardi, quando mi sono sentito più a mio agio con la mia nuova identità stilistica". 
I problemi finanziari penalizzavano l'album perché la "mia musica suscitava dei dubbi nei dirigenti dello studio", i quali stavano cercando i prossimi Bitches Brew o Return to Forever.  Era jazz melodico basato sul rhythm and blues che andava oltre i confini di "Fusion"; non trovò un posto nel mondo fino a quando le stazioni radio di nuova formattazione iniziarono a rendere popolari due generi emergenti tra la metà e la fine degli anni '80 - Il genere ampiamente noto come Smooth Jazz, e anche la musica "New Age", tra cui c'era una notevole somiglianza.

## Tracce
1. Theme from Three Days of the Condor

## Formazione
- Lee Ritenour – chitarre (1-4, 6, 8); chitarre classiche (5, 9)
- Bill Dickinson – basso (1, 8)
- Louis Johnson – basso (2, 6)
- Chuck Rainey – basso (3, 4, 7)
- Dave Grusin – pianoforte elettrico (1-3, 6-9); sintetizzatori (2, 3, 6, 7, 9); organo (4); clavinet (8); pianoforte acustico (9); disposizione dei corni (4, 6)
- Michael Omartian - clavinetto (1); disposizione dei corni (1)
- Larry Nash - clavinet (2, 4, 6); pianoforte acustico (4)
- Jerry Peters – clavinet (3); pianoforte acustico, sintetizzatori (7)
- Patrice Rushen – clavinet (8)
- Harvey Mason – batteria (1-3, 6-8); percussioni (2, 3)
- Ed Greene – batteria (4)
- Jerry Steinholtz – percussioni (3, 7, 8); congas (7, 8)
- Ian Underwood – programmazione sintetizzatore (2, 3, 6, 7, 9)
- Tom Scott – sassofono tenore (1, 8: assoli; 2, 4, 6); lyricon (4, 8: assoli); disposizione dei corni (2, 8)
- Ernie Watts – sassofono tenore (1)
- Jerome Richardson – sassofono baritono (1, 2, 4, 6, 8)
- Chuck Findley – tromba (1, 2, 4, 6, 8)
- Frank Rosolino – trombone (1, 2, 4, 6, 8)